# Campeonato Mundial de Xadrez de 1934
O Campeonato Mundial de Xadrez de 1934 foi a 14ª edição da competição sendo disputada pelo atual campeão Alexander Alekhine e Efim Bogoljubow. A disputa foi realizada entre 1º de abril e 14 de junho de 1934 na Alemanha. O primeiro a alcançar seis vitórias e marcar mais de quinze pontos seria declarado campeão. Alekhine manteve seu título.

## Resultados
|                    | 1 | 2 | 3 | 4 | 5 | 6 | 7 | 8 | 9 | 10 | 11 | 12 | 13 | 14 | 15 | 16 | 17 | 18 | 19 | 20 | 21 | 22 | 23 | 24 | 25 | 26 | Vitórias | Pontos |
| ------------------ | - | - | - | - | - | - | - | - | - | -- | -- | -- | -- | -- | -- | -- | -- | -- | -- | -- | -- | -- | -- | -- | -- | -- | -------- | ------ |
| Efim Bogoljubov    | ½ | 0 | ½ | 0 | ½ | ½ | ½ | ½ | 1 | 0  | ½  | ½  | ½  | ½  | ½  | ½  | 0  | 0  | ½  | ½  | 0  | ½  | 1  | 1  | 0  | ½  | 3        | 10½    |
| Alexander Alekhine | ½ | 1 | ½ | 1 | ½ | ½ | ½ | ½ | 0 | 1  | ½  | ½  | ½  | ½  | ½  | 1  | 1  | ½  | ½  | ½  | 1  | ½  | 0  | 0  | 1  | ½  | 8        | 15½    |